# 弗朗齐歇克·索科尔
弗朗齐歇克·索科尔（捷克語：František Sokol，1939年2月5日—2011年10月11日），捷克男子排球运动员。他曾代表捷克斯洛伐克国家队参加1968年夏季奥林匹克运动会排球比赛，获得一枚铜牌。